# Evalyn Knapp
Evalyn Knapp (17 de junio de 1908 - 12 de junio de 1981) fue una actriz cinematográfica estadounidense que trabajó en las décadas de 1920, 1930 y 1940, destacando como intérprete de cine de serie B en los años treinta.

## Vida
Nacida en Kansas City, Misuri, Knapp empezó a actuar en el cine mudo, llegando su primer papel en 1929 con el film At The Dentist's. En 1932, Knapp fue una de las catorce actrices seleccionadas como una de las "WAMPAS Baby Stars", lista que incluía entre otras a la futura leyenda de Hollywood Ginger Rogers y a Gloria Stuart. 
Knapp tuvo gran éxito con seriales cinematográficos del tipo cliffhanger, muy populares en la época. Una de sus películas más conocidas fue In Old Santa Fe (1934), protagonizada por Ken Maynard. Su carrera se mantuvo sólida hasta 1941, y disminuyó a partir de entonces. En 1943 recibió su último papel, sin aparecer en los créditos, en el film Two Weeks To Live, con Chester Lauck y Norris Goff, título perteneciente a la serie de películas Lum and Abner. 
Knapp se casó con el médico George A. Snyder en 1934. Tras su retiro de la pantalla en 1943, se dedicó a su familia. El matrimonio permaneció unido hasta el fallecimiento de Snyder en 1977. Knapp falleció en 1981 en Los Ángeles, California. Fue cremada y sus cenizas esparcidas en el Océano Pacífico.